# Kopenhagen (Theaterstück)
Kopenhagen (Originaltitel: Copenhagen) ist ein Schauspiel in zwei Akten des britischen Schriftstellers Michael Frayn. Es wurde am 28. Mai 1998 im Royal National Theatre in London uraufgeführt.
Das Drei-Personen-Stück basiert auf dem historischen Treffen der beiden Physiker Werner Heisenberg und Niels Bohr sowie dessen Frau Margrethe 1941 im durch Deutschland besetzten Kopenhagen. Anhand dieses Treffens thematisiert Frayn Fragen nach der Verantwortung der Wissenschaft sowie möglicher Interpretationen der Vergangenheit. Er löste damit eine historische Debatte über die Rolle Heisenbergs im Nuklearprogramm des Dritten Reichs aus, dem so genannten Uranprojekt.

## Historischer Hintergrund

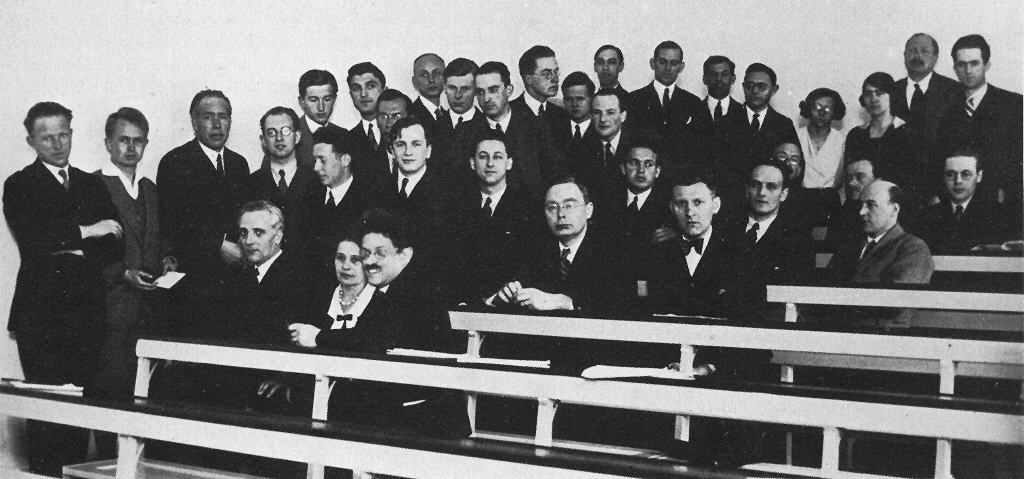
Heisenberg (l.) und Bohr (3. v. l.) auf der Kopenhagener Physikerkonferenz 1932

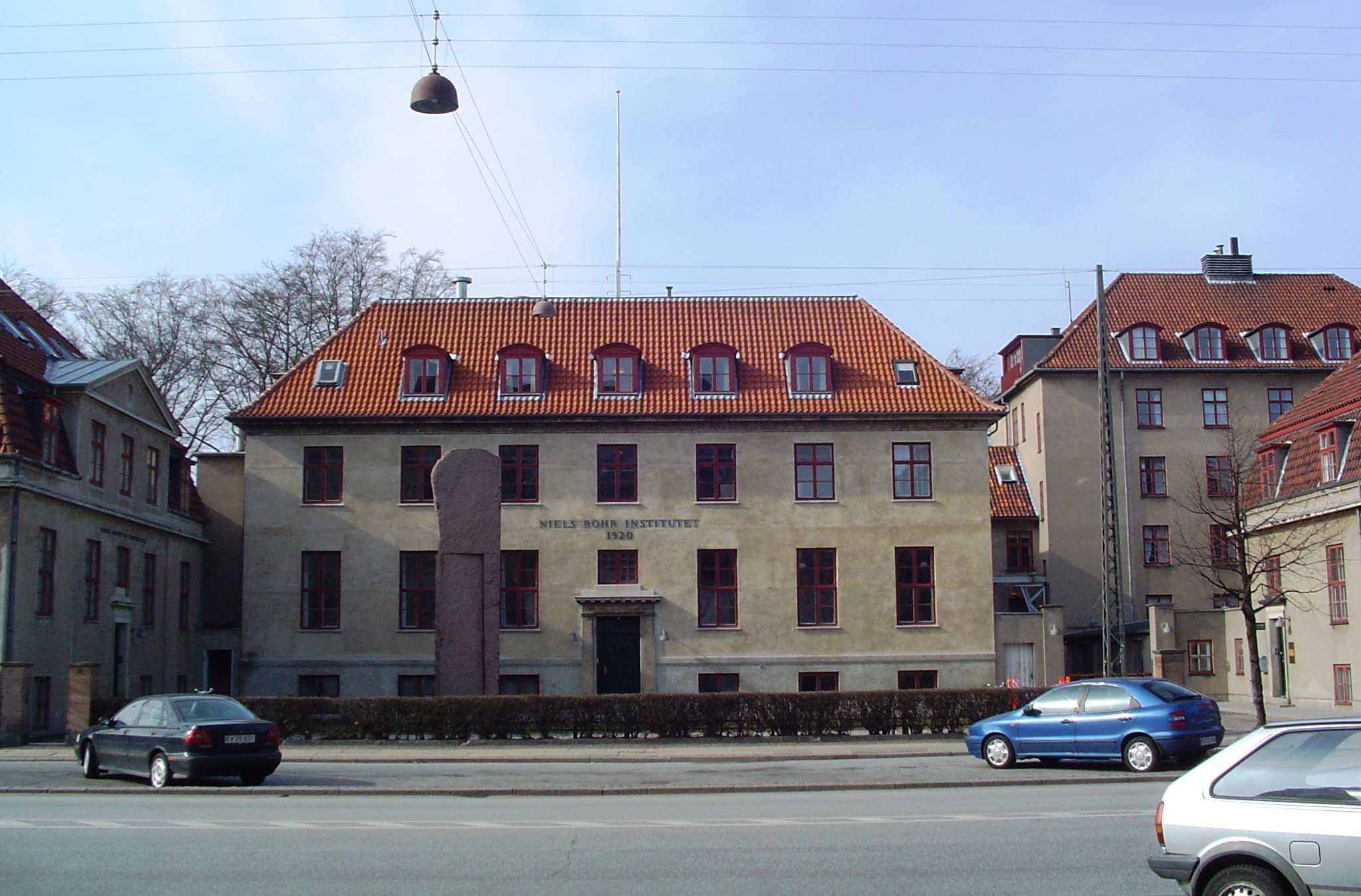
Niels Bohr Institut an der Universität Kopenhagen

Niels Bohr und Werner Heisenberg zählten zu den herausragenden Physikern der ersten Hälfte des 20. Jahrhunderts und zu den Begründern der Quantenmechanik. Bohr entwickelte unter anderem das Bohrsche Atommodell und das Komplementaritätsprinzip, von Heisenberg stammte die Heisenbergsche Unschärferelation. Gemeinsam formulierten sie um 1927 die Kopenhagener Deutung.
In den Jahren zwischen 1924 und 1927, als Heisenberg am Institut von Niels Bohr an der Universität in Kopenhagen arbeitete, wurde der ältere und bereits mit dem Nobelpreis ausgezeichnete Bohr für den jungen Heisenberg zu einem Mentor und väterlichen Freund. Ein Besuch Heisenbergs im September 1941 im besetzten Kopenhagen sorgte für einen Bruch in der Freundschaft der beiden Physiker.
Heisenberg leitete im Dritten Reich das so genannte Uranprojekt, das die technische Nutzung der Kernspaltung erforschte. In diesem Projekt wurden Prototypen von Kernreaktoren entwickelt. Der Bau einer Atombombe wurde nach einem Gespräch Heisenbergs mit Albert Speer am 4. Juni 1942 niemals konkret, da er nicht in kriegsentscheidender Frist realisierbar schien. Ob und wieweit Heisenberg selbst dazu beitrug, den Bau einer deutschen Atombombe zu verzögern oder gar zu verhindern, ist bis heute umstritten.
Ebenso umstritten ist die Sicht auf das Treffen zwischen Heisenberg und Bohr im September 1941 in Kopenhagen, über das selbst die Beteiligten nach dem Krieg keine Einigung herstellen konnten. Im Jahre 1957 machte Heisenberg in einem Brief an Robert Jungk seine Version öffentlich. Demzufolge habe er Bohr gegenüber das deutsche Uranprojekt in der Hoffnung offenbart, eine weltweite Übereinkunft der Physiker gegen den Bau von Atomwaffen zu erzielen. Bohr widersprach dieser Darstellung. In einem nie verschickten Entwurf einer Antwort auf Heisenbergs Brief von 1957 betonte Bohr, auf ihn hätte Heisenberg den Eindruck vermittelt, dass Deutschland unter seiner Leitung mit Hochdruck an Atomwaffen arbeite.
Zum historischen Hintergrund gehört auch die familiäre Tragödie Niels Bohrs, die sich als wiederkehrendes Motiv durch Frayns Stück zieht („Die Pinne schlägt um“): mit 17 Jahren wurde 1934 Bohrs ältester Sohn Christian bei einem Segeltörn über Bord gespült und ertrank vor den Augen seines Vaters.

## Handlung

### Erster Akt

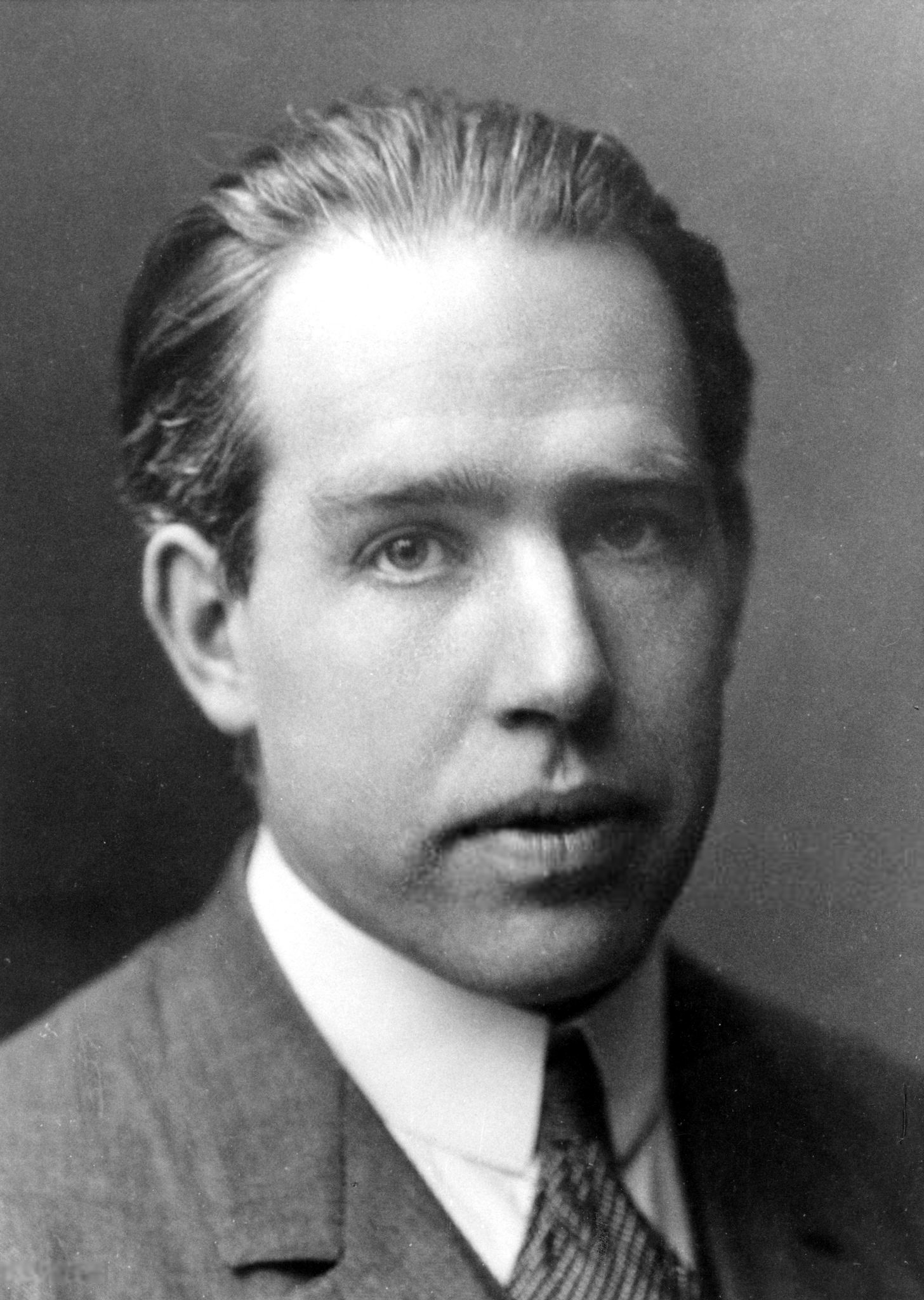
Niels Bohr 1922

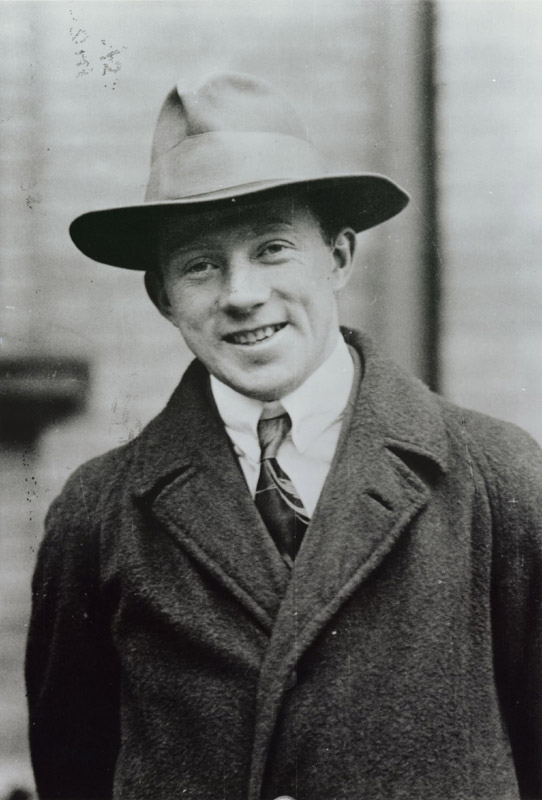
Werner Heisenberg um 1927

„Warum ist er nach Kopenhagen gekommen?“ Über diese Frage diskutieren Margrethe und Bohr an einem unbestimmten Ort zu einer unbestimmten Zeit, lange nach dem Tod aller Beteiligten. Der angesprochene Heisenberg gesellt sich zu ihnen. Sie beschwören die Vergangenheit herauf: das besetzte Kopenhagen im Jahr 1941, das Heisenberg als Teilnehmer einer deutschen Kulturdelegation bereist, um seinen alten Freund Bohr zu besuchen.
Das Gespräch verläuft angespannt. Heisenbergs leichtfertige Äußerungen verstimmen Bohr und Margrethe, die in ihm den Vertreter der deutschen Besatzungsmacht sehen. Allmählich tauen die gemeinsamen Erinnerungen an Heisenbergs Zeit in Kopenhagen die Atmosphäre auf. Wie früher begeben sich die beiden Physiker auf einen gemeinsamen Spaziergang. Margrethe bleibt zurück. Doch schon nach zehn Minuten stürzt ein aufgebrachter Bohr in die Wohnung. Erregt drängt er auf Heisenbergs Verabschiedung, der seinerseits vorgibt, dringend gehen zu müssen.
Heisenberg und Bohr versuchen, ihr damaliges Gespräch zu rekonstruieren. Heisenberg fragte, „ob ein Physiker das moralische Recht hat, an der praktischen Nutzung der Atomenergie zu arbeiten.“ Bohr, der begriff, dass die Frage auf den Bau einer Atombombe abzielte, war entsetzt. Er hatte stets darauf vertraut, dass nicht genug Plutonium zu erzeugen wäre, um aus seinen theoretischen Erkenntnissen Waffen zu fertigen. Als Heisenberg bestätigte, er wisse inzwischen, dass die Uranspaltung zur Herstellung von Waffen benutzt werden könne, brach Bohr unter Schock den Spaziergang ab. Heisenberg fand keine Gelegenheit mehr, die Fragen zu stellen, deretwegen er eigentlich nach Kopenhagen gekommen war.
Erst jetzt, Jahre nach ihrem Tod, erklärt Heisenberg, weswegen er damals nach Kopenhagen gereist war. Er war in der Position, über den Fortgang des deutschen Atomwaffenprogramms zu entscheiden. Über Bohr versuchte er Kontakt zum Programm der Alliierten zu knüpfen. Gemeinsam, so hoffte er, hätten die Physiker eine Chance, den Bau von Atombomben zu stoppen. Es kam nie zu dieser Übereinkunft. Schon der Versuch eines Gesprächs mit Bohr scheiterte. Dennoch gelang es Heisenberg, Speer von der mangelnden Erfolgsaussicht des deutschen Atomwaffenprogramms zu überzeugen. In der Folge konnte er das tun, was er am liebsten tat: er forschte wie besessen, weit weg vom Krieg im schwäbischen Haigerloch. Und sein Forschungsgegenstand war keine Bombe, sondern ein harmloser Reaktor. Nachträglich ist er überzeugt, „daß diese paar Wochen in Haigerloch die letzte glückliche Zeit in meinem Leben waren.“

### Zweiter Akt

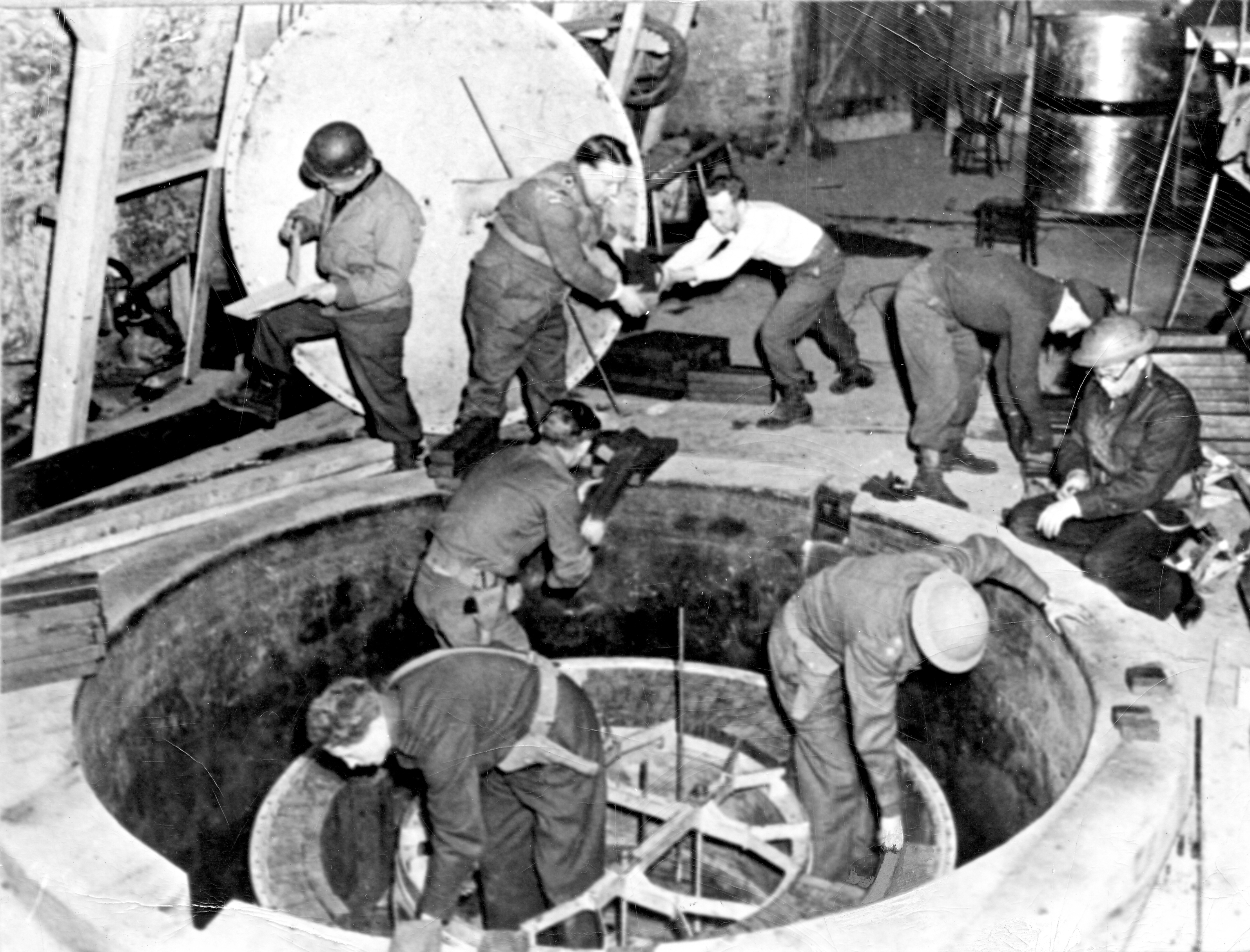
Forschungsreaktor Haigerloch 1945

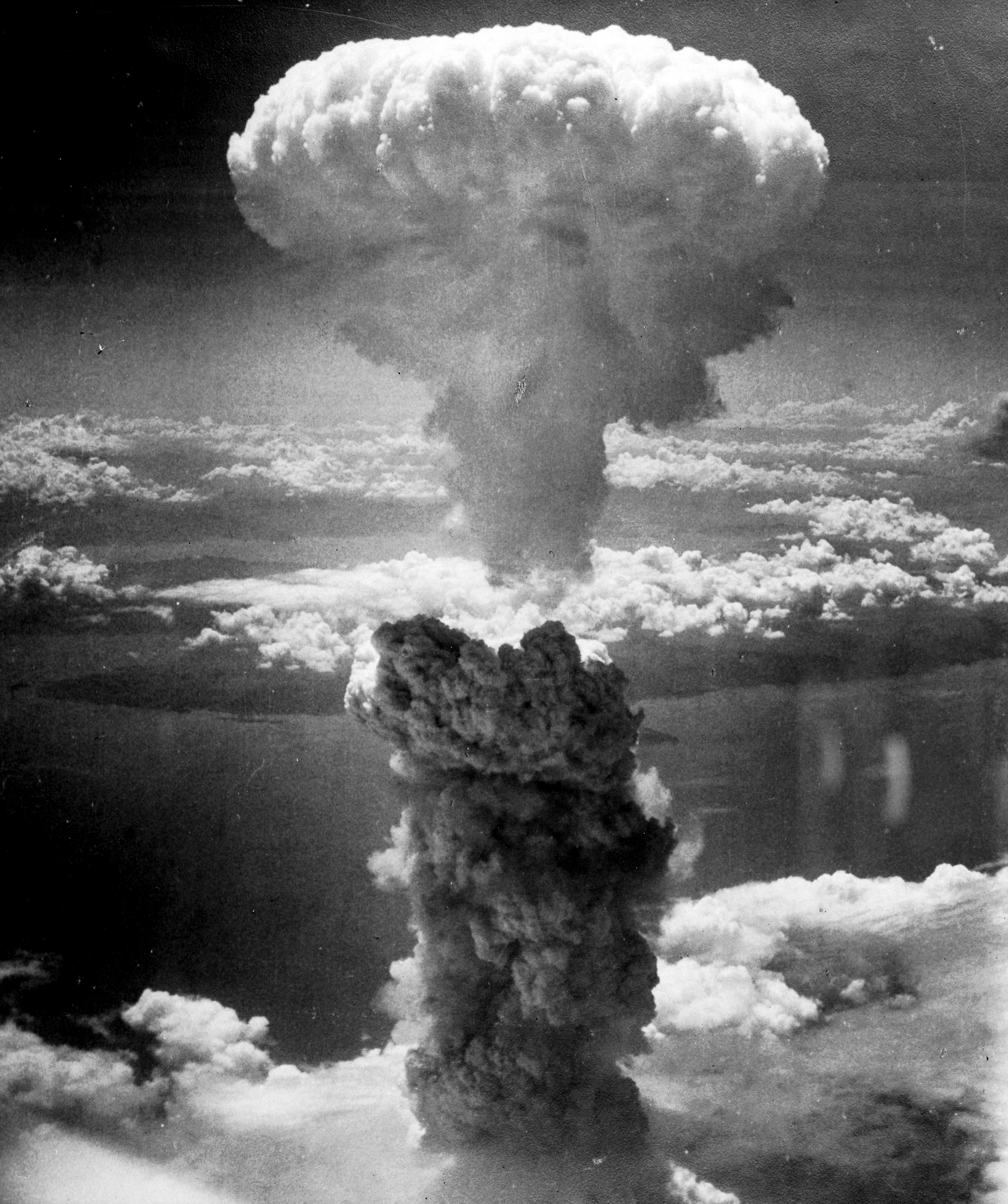
Atombombenabwurf auf Nagasaki

Heisenberg, Bohr und Margrethe unternehmen einen weiteren Vorstoß in die Vergangenheit. Erneut steht Heisenberg vor Bohrs Tür, doch dieses Mal im Jahre 1924, als der junge Wissenschaftler das erste Mal dem Papst der Physik gegenübertritt, um an seinem Institut zu arbeiten. Sie lassen die zwanziger Jahre wieder auferstehen, als sie gemeinsam die Quantenmechanik begründeten und damit die Physik revolutionierten. Bohr ruft begeistert aus: „Wir haben den Menschen wieder ins Zentrum des Universums zurückgestellt“, indem ihre Erkenntnisse ein Ereignis stets in Bezug zu seinem Beobachter setzten. Doch Margrethe beendet den Enthusiasmus der beiden Physiker: „Denn das ist alles, was schließlich davon übrigblieb, das hat er hervorgebracht, dieser strahlende Frühling in den Zwanzigern – eine noch effizientere Maschine, um Menschen umzubringen.“
Margrethe wirft Heisenberg vor, der wahre Grund für seinen Besuch 1941 sei gewesen, dass der Schüler seinem ehemaligen Lehrer unter den neuen Machtverhältnissen als Sieger dem Besiegten gegenübertreten wollte. Und sie unterstellt ihm, er habe keineswegs den Bau der deutschen Atombombe hintertrieben, er habe schlicht ihre Physik nicht verstanden.
Das Gespräch beginnt, um die so genannte kritische Masse zu kreisen, die Menge an spaltbarem Material, die benötigt wird, um eine Kettenreaktion in Gang zu setzen. In einer erstaunlichen Unterlassung hatte Heisenberg diese kritische Masse nie selbst berechnet, sondern sich auf fremde Berechnungen verlassen, die die benötigte Menge und dadurch den Aufwand zum Bau einer Atombombe um ein Vielfaches überschätzten. Bohr und Heisenberg stellen sich die Frage, wie ihr Gespräch 1941 verlaufen wäre, hätte Bohr es nicht unter Schock abgebrochen. Bohr hätte Heisenberg fragen müssen, warum dieser so sicher sei, dass es ihm nicht gelänge, eine Atombombe zu bauen. Er hätte Heisenberg nach der Berechnung der kritischen Masse gefragt. Heisenberg hätte selbst angefangen zu rechnen, und plötzlich wäre die deutsche Atombombe in Reichweite gerückt. Die Geschichte hätte einen anderen Verlauf nehmen können, der vielleicht in der Zerstörung Europas im Atomkrieg gemündet hätte.
An dieser Stelle gibt Margrethe dem Treffen seine endgültige Deutung: „Das war die letzte große Forderung, die Heisenberg an seine Freundschaft mit dir stellte. Verstanden zu werden, als er sich selber nicht verstand. Und das war der letzte und größte Akt der Freundschaft, den du im Gegenzug Heisenberg geleistet hast. Ihn mißverstanden zu haben.“
Am Ende sinnieren die drei über eine Zeit, in der keine Entscheidungen mehr getroffen werden müssen, und es kein Wissen und somit auch keine Unbestimmtheit mehr gibt. Doch bis dahin hat die Welt noch überlebt. „Gerettet, vielleicht, durch diesen einen kurzen Moment in Kopenhagen. Durch ein Ereignis, von dem man nie genau wissen wird, wo und wie es stattgefunden hat. Durch diesen letzten Kern von Unbestimmtheit im Herzen der Dinge.“

## Entstehung
Die Idee zu Kopenhagen entwickelte Frayn bei der Lektüre von Thomas Powers’ Buch Heisenberg’s War: The Secret History of the German Bomb (deutsch: Heisenbergs Krieg. Die Geheimgeschichte der deutschen Atombombe.). Die Kontroverse über die historischen Fakten und die Motivation der Beteiligten verknüpften sich für Frayn mit Fragen, die ihn schon lange beschäftigten: „Wieso tun Menschen, was sie tun? Wieso tut man, was man selber tut?“
Daneben faszinierten Frayn die Parallelen, die sich aus den wissenschaftlichen Arbeiten der Physiker im Bereich der Quantenmechanik und ihrem persönlichen Leben ergaben. So spiegelte die Unbestimmtheit über das Kopenhagener Treffen für Frayn Heisenbergs Unschärferelation wider. Frayn entschied für sich, dass es eine theoretische Schranke gab, die verhinderte, einen anderen Menschen vollständig zu begreifen. Als Konsequenz ist sein Theaterstück keine determinierte Abfolge von Ereignissen, sondern eine Variation von Möglichkeiten, die immer wieder in Frage gestellt werden.

## Rezeptionsgeschichte
Copenhagen wurde am 28. Mai 1998 im Royal National Theatre in London uraufgeführt. Am gleichen Tag wurde wie zur Bestätigung der Aktualität des Stückes die Durchführung der ersten pakistanischen Nuklearwaffentests verkündet. Das Stück wurde vom Publikum so gut aufgenommen, dass die Produktion ins Duchess Theatre im Londoner West End übernommen wurde.
Auch im Ausland setzte sich der Publikumserfolg fort. Die Pariser Inszenierung wurde mit dem Prix Molière ausgezeichnet. Am New Yorker Broadway erlebte Copenhagen 326 Aufführungen. Auch von der Kritik wurde Frayns Theaterstück mit zahlreichen Auszeichnungen bedacht, die im Oscar der Theaterszene, dem Tony Award gipfelten. Die Erstaufführung der von Inge Greiffenhagen und Bettina von Leoprechting übertragenen deutschsprachigen Fassung fand am 5. Juni 1999 im Essener Grillo-Theater statt.
Neben dem Erfolg beim Publikum und der Theaterkritik erregte Kopenhagen auch wissenschaftliches Interesse. An Michael Frayns Darstellung des Treffens zwischen Bohr und Heisenberg entzündete sich eine heftige historische Debatte über die Rolle Heisenbergs während des Dritten Reichs. Historiker und Publizisten, die ihrerseits bereits zur Person Heisenbergs veröffentlicht hatten, meldeten sich zu Wort, darunter David C. Cassidy, Thomas Powers und Paul Lawrence Rose. Ein Teil dieses Wissenschaftsstreits wurde in der New York Review of Books geführt. Einen Überblick über die Debatte geben Michael Frayn's Copenhagen in Debate und die zwölf wissenschaftlichen Kommentare in der deutschsprachigen Ausgabe von Kopenhagen.
Auch die Hinterbliebenen der beiden Wissenschaftler schalteten sich in die Debatte ein. Werner Heisenbergs Sohn Jochen veröffentlichte als Reaktion auf das öffentliche Interesse an seinem Vater im Dezember 2000 Material im Internet, das die Integrität und Humanität des umstrittenen Physikers belegen sollte. Das Niels Bohr Archive hielt im September 2001 ein Copenhagen Symposium ab und veröffentlichte am 6. Februar 2002 11 Dokumente im Internet, die genaueren Einblick in Bohrs Sicht auf das Treffen im September 1941 ermöglichten.
Im Jahre 2002 verfilmte die BBC Copenhagen als Fernsehspiel unter der Regie von Howard Davies. Die Schauspieler waren Daniel Craig als Heisenberg, Stephen Rea als Bohr, und Francesca Annis als seine Frau Margrethe. Im gleichen Jahr entstand in Koproduktion von SWR und WDR eine Hörspieladaption des Stückes in der Bearbeitung von Beate Andres, die auch Regie führte. Die Rollen sprachen Werner Wölbern, Traugott Buhre und Hannelore Hoger. Eine weitere Hörspielumsetzung unter der Regie von Fred Berndt und der Mitwirkung von Peter Striebeck, Maria Hartmann und Peter Schröder veröffentlichte ebenfalls 2002 Litraton.
2013 entstand ein englisches Hörspiel für BBC Radio 3 unter der Anleitung von Emma Harding. Die Rollen sprachen Benedict Cumberbatch (Heisenberg), Greta Scacchi (Margrethe) und Simon Russell Beale (Bohr).

### Auszeichnungen
- Evening Standard Award für das beste Theaterstück 1998
- Prix Molière für das beste Theaterstück 1999
- Frankfurter Rundschau: Wahl zum besten ausländischen Stück des Jahres 1999
- Tony Award für das beste Theaterstück 2000
- Drama Desk Award für das beste neue Theaterstück 2000
- New York Drama Critics' Circle für das beste ausländische Theaterstück 2000